# Catherine Bott (calciatrice)
Catherine Joan Bott, normalmente citata come CJ Bott (Wellington, 22 aprile 1995), è una calciatrice neozelandese, difensore del Wellington Phoenix e della nazionale neozelandese.

## Carriera

### Nazionale
Nel 2019 partecipa al Mondiale con la Nazionale neozelandese.

## Palmarès

### Club
- Campionato norvegese: 1

Vålerenga: 2020
- Coppa di Norvegia: 2

Vålerenga: 2020, 2021

### Nazionale
- Coppa delle nazioni oceaniane femminile: 1

2018